# Muchalls Castle

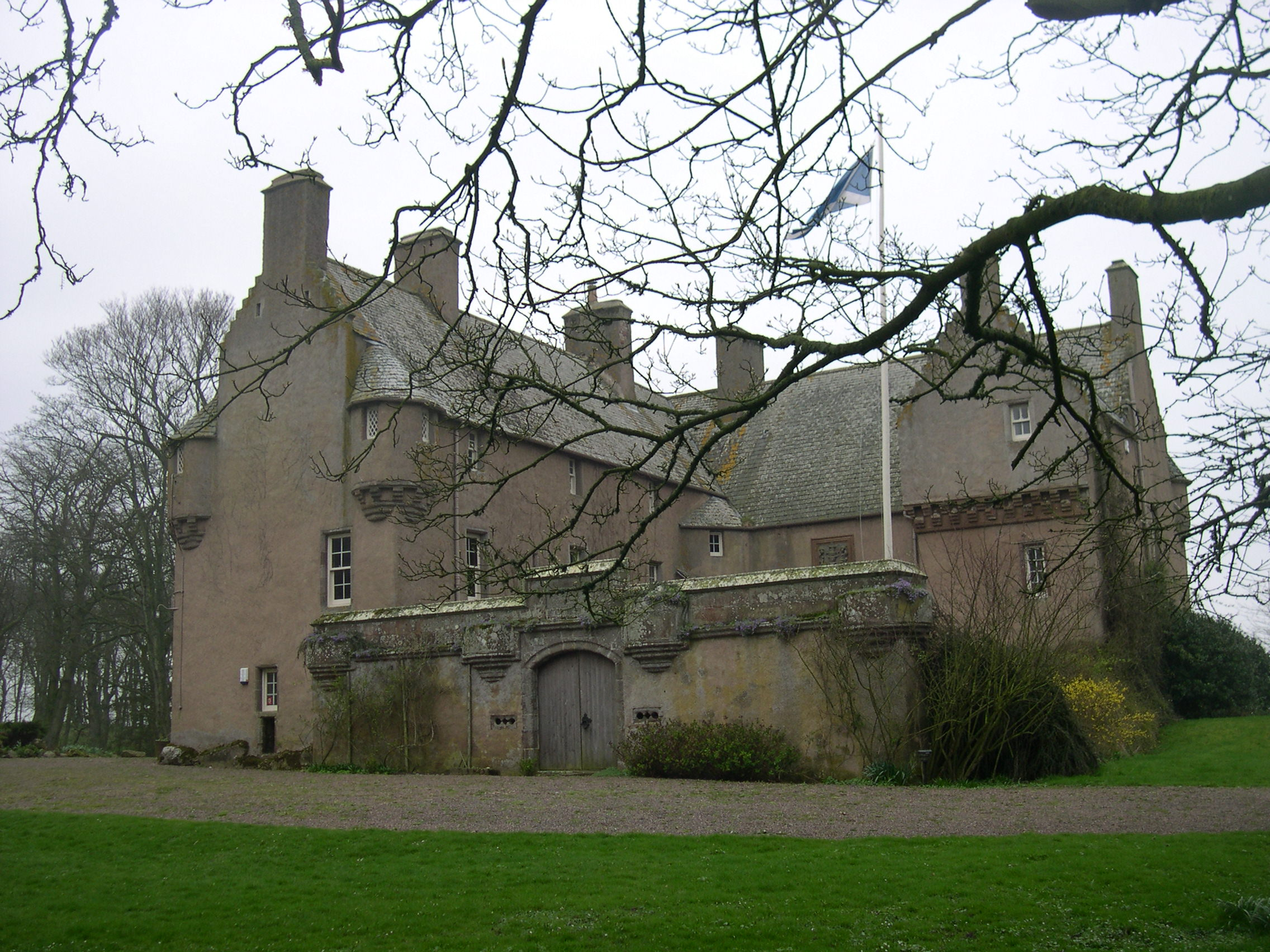
Muchalls Castle

Muchalls Castle ist ein Landhaus in der schottischen Council Area Aberdeenshire an der Küste der Nordsee. Der untere Teil ist ein gut erhaltenes romanisches Tower House mit Kreuzgewölben aus dem 13. Jahrhundert, das die Frasers of Muchalls erbauen ließen. Auf dieser Basis ließ Alexander Burnett of Leys im 17. Jahrhundert ein Landhaus errichten, das sein Sohn, Sir Thomas Burnett, 1. Baronet, 1627 fertigstellen ließ. Der Clan Burnett ließ in der Folge die weiteren vier Stockwerke des heutigen Landhauses errichten.
Muchalls Castle ist laut dem Architekturgeschichtswissenschaftler Nigel Tranter eines der interessantesten Landhäuser im Nordosten Schottlands. Es wurde als klassisches Tower House mit L-förmigem Grundriss entworfen und später um einen weiteren Flügel im Westen erweitert. In der nationalen Geschichte spielte es 1638 eine Rolle, als dort kurz vor Beginn des englischen Bürgerkrieges eine der ersten Versammlungen der Covenanters stattfand.
Die Stuckdecken der Hauptsalons gelten als eines der drei besten Beispiele für Stuckdecken in Schottland. Deren Verzierungen gehen auf das Jahr 1624 zurück und befinden sich heute in geradezu perfektem Zustand. Sie stellen die Heraldik der Burnetts of Leys zusammen mit der ihrer Verwandten und Freunde dar, gemischt mit biblischer Ikonografie. Auf dem Kaminsims des Rittersaals ist das Wappen von König Jakob VI. dargestellt, flankiert von beeindruckenden altägyptischen Gestalten.

## Mittelalterliche Ursprünge
Der untere Teil dieses Landhauses ist das Erdgeschoss des ursprünglichen, L-förmigen Tower House, das der Clan Fraser im 14. Jahrhundert bauen ließ. Auf dieser Ebene befinden sich heute ein Kerker, Wachräume, Lagerräume, eine Kammer für Kaufleute und Besucher, die auf Audienz beim Laird warteten, und eine mittelalterliche Küche. In der mittelalterlichen Küche ist die Innenmauer über 5 Meter dick, enthält ein verborgenes Treppenhaus und ist immer noch stark genug, um die oberen Stockwerke zu tragen. Ein langer Hallengang erhielt eine Tonnengewölbedecke. Der Kerker ist für sein kleines Fenster bekannt und man sieht noch die großen Stahlscharniere, an denen die Kerkertür aufgehängt war. Die mittelalterliche Küche hat noch ihre originalen Steinplatten aus dem 14. Jahrhundert; dieser Raum hat sogar eine große, begehbare Feuerstelle und eine geheime Wendeltreppe, die die Diener im Mittelalter benutzten, um Speisen in die oberen Stockwerke zu tragen. (Dienern war damals die Benutzung des Haupttreppenhauses für die adligen Bewohner der Burg nicht gestattet.) Das Eigentum an der Burg und den Ländereien fiel im 15. Jahrhundert an die ‘’Hays’’, vermutlich in Verbindung mit derselben Immobilientransaktion wie die Ländereien von Ury im Jahre 1413.

## Umbau der Burnetts of Leys im 17. Jahrhundert

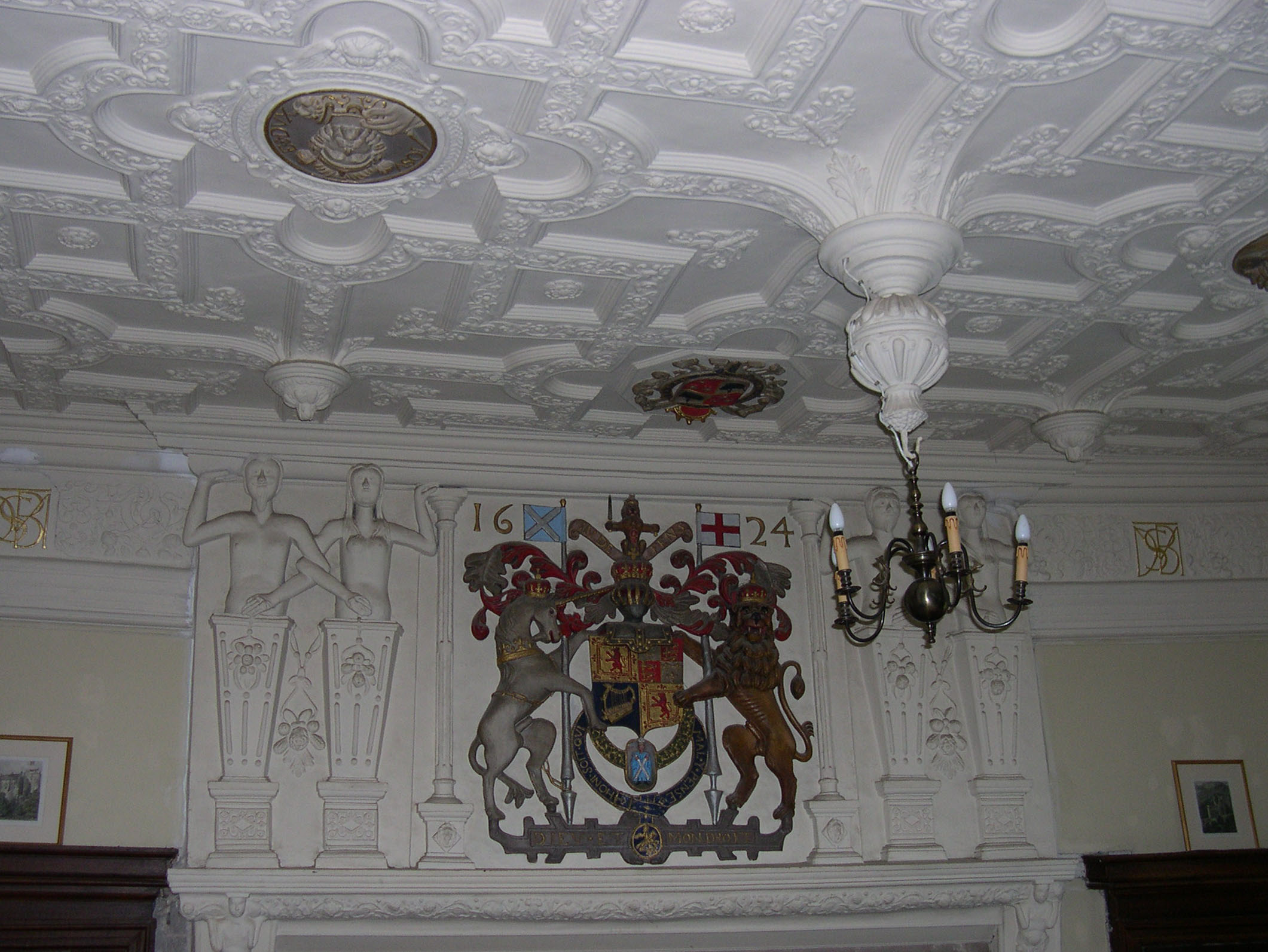
Wappen König Jakobs VI. im Rittersaal

Das 1. Obergeschoss wurde auf das intakte, mittelalterliche Erdgeschoss aufgesetzt. Gut sichtbare, äußere Details sind eine Reihe von gut geformten Türmchen, eine Reihe massiver Kamine, ein Eingangshof mit Kurtine und zwei Gruppen von dreifachen Schießscharten neben dem Eingangsbogen, eine unterirdische Krypta und gut erhaltene, mit hohen Steinmauern eingefriedete Terrassengärten aus dem 17. Jahrhundert. Die Scharwachtürme geben interessante Einrichtungen in zahlreichen der Schlafzimmer wieder; sie bieten interessante, runde Winkel mit kleinen Aussichtsfenstern, die strategisch an den oberen Gebäudeecken angeordnet sind. Es gibt zahlreiche, originale Schießscharten, die den ursprünglichen Verteidigungscharakter des Gebäudes unterstreichen; einige dieser Schießscharten durchdringen Außenmauern, die über meinen Meter mächtig sind. Es gibt eine Reihe von Staffelgiebeln mit großen Kaminen an den Endpunkten des Gebäudes. Historic Scotland hat das Landhaus selbst als historisches Bauwerk der Kategorie A gelistet. Des Weiteren sind ein Gewölbe, die Stallungen mit Remise sowie ein Taubenhaus als Denkmäler der Kategorie B klassifiziert. Das Cottage des Gärtners ist hingegen als Kategorie-C-Denkmal eingestuft.
Im 1. Obergeschoss befinden sich die meisten Empfangsräume, wie der Rittersaal, der Damensalon und das Arbeitszimmer für die Herren. Dort befinden sich die meisten, schönen Stuckarbeiten; in der Tat sind die Decken dieser drei Räume vollständig mit originalen Stuckarbeiten aus dem 17. Jahrhundert, Wappen, biblischen Figuren und anderen historischen Darstellungen bedeckt. Der offene Kamin im Rittersaal trägt eine originale Supraporte, auf der altägyptische Karyatiden dargestellt sind, ebenso wie das Wappen von König Jakob. Der offene Kamin ist begehbar; man kann dort eine kleine Versammlung abhalten, sogar eine Sitzbank ist eingebaut. Der Feuerkasten besitzt auch ein geheimes Abhörsystem, das dem Laird gestattete, Unterhaltungen im Rittersaal von seiner darüber gelegenen Suite aus zu verfolgen.
Im 2. Obergeschoss befinden sich eine Reihe von Schlafzimmern: Das Schlafzimmer des Lairds, das des Priesters, das der Königin und das Winterschlafzimmer der Königin. Die Königin hatte natürlich einen sehr eleganten Raum für den Fall, dass sie zu Besuch war, tatsächlich hatte sie auch ein Winterschlafzimmer, das für ungünstiges Wetter geeignet war. Jedes der Schlafzimmer hat einen offenen Kamin, ebenso einige der Bäder. Die Bäder sind eine Veränderung aus viktorianischer Zeit; im 17. Jahrhundert waren dies Ankleideräume.
Etliche Generationen der Burnetts of Leys lebten in Muchalls Castle. Später residierten hier zum Beispiel James Robertson, Baron Robertson, Präsident des schottischen Court of Session, und Geraldine Simpson (geb. Pringle), Erbin des Pringle-Strickimperiums.

## Rolle in der Geschichte der Covenanters
In Muchalls Castle fand ein wichtiger Wendepunkt der Reformation in Schottland statt. 1638 wehrten sich die Unterzeichner eines Covenants in Edinburgh gegen die Anwendung des episkopalen liturgischen Systems, das damals vom König unterstützt wurde. Aberdeen war einer der letzten Bastionen zur Bestätigung dieses Covenants, deren Gegnerschaft von sechs Scholaren am Marischal College und am King’s College angeführt wurde, die als die Aberdeen Doctors bekannt wurden. Sir Thomas Burnett of Leys, Laird von Muchalls Castle, bildete zusammen mit James Graham, 1. Marquess of Montrose, Dickson, Henderson, Lord Coupar, dem Master of Forbes und anderen eine Delegation von Coventantern, um sich an die Doktoren zu wenden. Die Doktoren boten den Covenanters den Cup of Bon Accord an und ließen ein feines Bankett ausrichten, aber die Covenanter lehnten dramatischerweise den Cup of Bon Accord ab und ließen den Doktoren ausrichten, sie würden sich nicht mit ihnen treffen, bevor sie nicht das Covenant unterzeichnet hätten. Die Doktoren waren davon sehr konsterniert, stellten eine Liste von Forderungen zusammen, und forderten eine Antwort von den Covenantern. Auf Muchalls Castle trafen sich die Covenanter und hier stellten sie ihre schneidigen Antworten für die Doktoren zusammen. Aufgrund dieser Konfrontation und anderer Begleitumstände erließ König Karl I. von England umfassende Reformen und Konzessionen an die Covenanter, zum Beispiel die Wiedereinsetzung des liturgischen Buches und des kanonischen Rechtes und die Aufhebung der Artikel von Perth, und wolligte in die Unterzeichnung der Craigs Negative Confession 1580, ein Dokument, das päpstliche Fehler anprangerte, ein.

## Viktorianische Zeit und 20. Jahrhundert
Um 1882 verloren die Burnetts of Leys das Eigentum an Muchalls Castle. Ein prominenter Eigentümer des Landhauses in viktorianischer Zeit war James Robertson, Baron Robertson, Lord Advocate von Schottland.

## Park und Gärten
Das Landhaus liegt auf dem Gipfel eines großen Hügels über der Nordsee. Es ist von Wäldern umgeben, in denen sehr alte Berg-Ahorne, Ulmen und Buchen wachsen. Sie bilden die nördliche und östliche Grenze der Ländereien. Diese Bäume haben bis zu 50 Meter hohe Kronen, in denen sich Schwärme von Krähen und Dohlen niedergelassen haben. Es gibt dort eine Population von einigen Hundert dieser Vögel, die üblicherweise mit anderen schottischen Burgen in Verbindung gebracht werden. Tatsächlich haben die derzeitigen Eigner ein im Norden angrenzendes Grundstück gekauft, das in alten Karten als „Crow Woods“ (dt.: Krähenwälder) bezeichnet wird; es wachsen dort gleichartige alte Wälder, in denen Krähen- und Dohlenschwärme hausen.

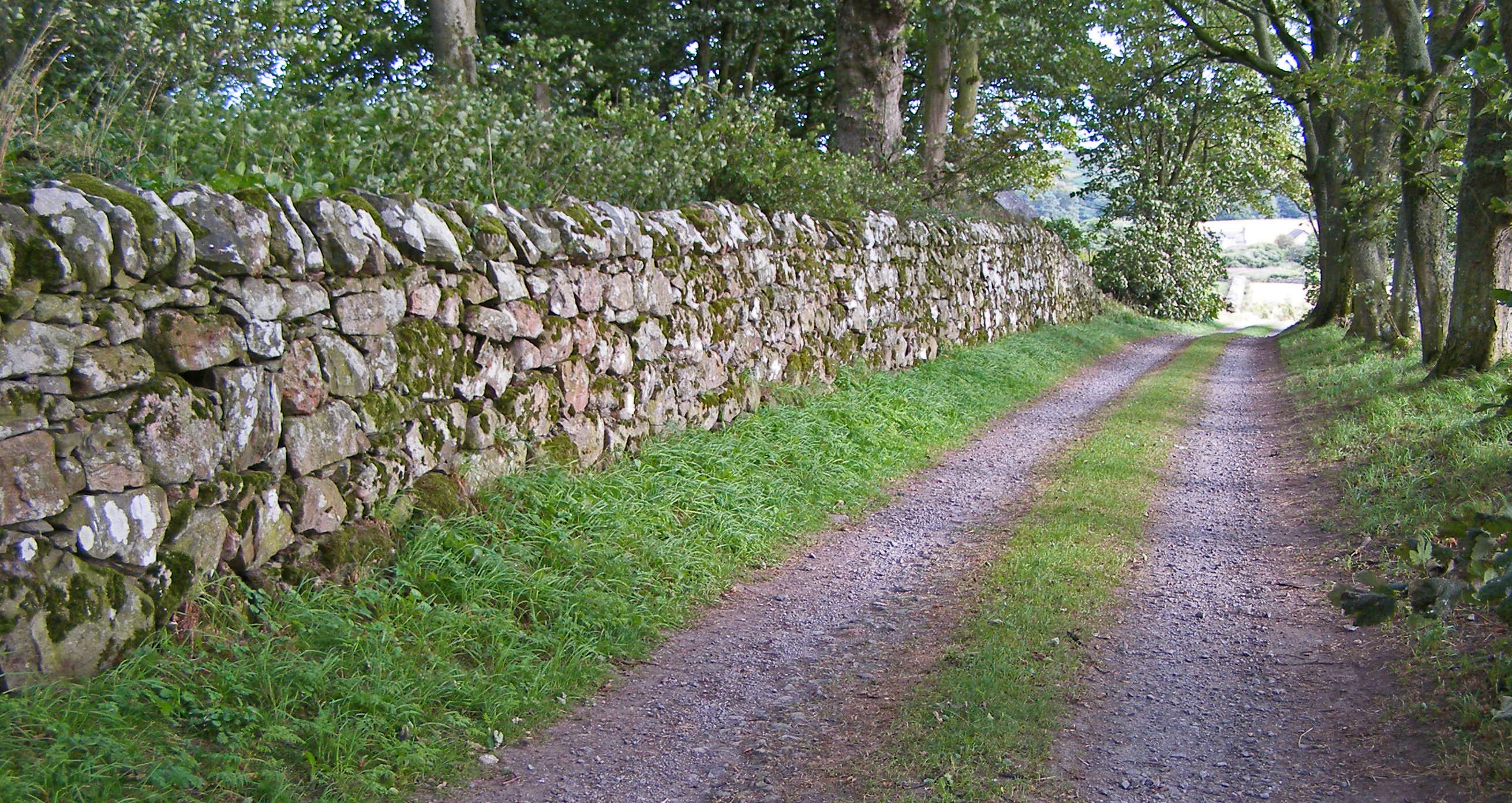
Trockenmauer aus dem 17. Jahrhundert bei Muchalls Castle

Im Südosten, Süden und Westen finden sich lichtere, niedrigere Wälder, die historisch den Blick auf die Nordsee und weite Täler im Süden und Westen freigeben. Die hauptsächlichen Gärten liegen auf einer Reihe absteigender Terrassen an der Westseite des Landhauses. Diese Gärten studierte ein geschichtlicher Landschaftsarchitekt 2001 und datierte sie als Original auf den Anfang des 17. Jahrhunderts, einschließlich der Einfriedungen aus Trockenmauerwerk. Weitere Beweise für die originale Entwurfsperiode manifestieren sich in einem subtilen Muster auf dem westlichen Rasen direkt vor dem Landhaus, das als Wellen identifiziert wurden, die einem weit entwickelten Muster von unterirdischen Steinmauern entsprechen, einem typischen Detail der Gartenplanung des 17. Jahrhunderts. Auf dem südlichen Rasen findet man eine seltene Baumart, die „Trauerulme“ genannt wird. Dieser Baum ist einer der ältesten in Schottland und 12 Meter hoch. Insgesamt gibt es sieben Rasenflächen mit einer Gesamtfläche von 4860 m².
Darüber hinaus gibt es insgesamt fünf landwirtschaftlich bewirtschaftete Felder auf dem Gelände von Muchalls Castle, die zur Zucht von Rindern und Schafen, sowie zum Anbau von Getreide, wie Weizen und Gerste, und zur Erzeugung von Heu genutzt werden. Das Landhaus kann man über einen etwa 1,2 km langen Fahrweg erreichen, der über das Anwesen verläuft. Eine der erstaunlichsten Entdeckungen der 1990er-Jahre war eine behauene, etwa 2 Meter breite Steinplatte, die über einen Bach am südlichen Rand des Grundstückes führt. Diese Steinplatte ist auf keiner historischen Karte aus den letzten 200 Jahren verzeichnet, aber sie hat die exakte Breite, die man für eine Kutsche benötigt. Diese Entdeckung unterstützt die Theorie der heutigen Besitzer, dass der originale Zugang zum Landhaus von Süden her war und nicht von Westen, wie es auf den Karten der letzten beiden Jahrhunderte verzeichnet ist. Dies half dabei, eine Genehmigung der Verwaltung zu erhalten, den alten Zufahrtsweg als Hauptzufahrt wiederherzustellen.

## Lage
Muchalls Castle liegt erhöht mit einem guten Blick auf die Nordsee, die weniger als 800 Meter entfernt liegt. Es liegt an der alten Causey Mounth Road, die Stonehaven mit Aberdeen über das Portlethen Moss verbindet. Von Muchalls Castle aus kann man einen weiten Blick auf den Süden und Osten eines Tales genießen, das der nördlichste Punkt des Vordringens der römischen Truppen ins schottische Hochland war. Die Römer bauten ein größeres Lager namens Readykes etwa 5 km südöstlich, wo man viele interessante Artefakte zutage förderte.
Im nahegelegenen Stonehaven befindet sich das Stonehaven Tolbooth, wo der episkopale Klerus eingesperrt wurde, weil er Messen in der Kapelle auf dem Anwesen von Muchalls Castle abgehalten hatte.